# Nevogilde (Porto)
Nevogilde was een freguesia in de Portugese gemeente Porto en telt 5257 inwoners (2001). In 2013 werd Nevogilde samengevoegd met Aldoar en Foz do Douro tot een nieuwe freguesia: Aldoar, Foz do Douro e Nevogilde.